# Massacre de Porvenir
O Massacre de Porvenir (também conhecido como Massacre El Porvenir ou Massacre de Pando) foi embocada  mortal seguido de massacre ocorrido nas primeiras horas de 11 de setembro de 2008 contra a população de Porvenir (nas cercanias da cidade de Cobija, capital do departamento de Pando), na Bolívia. Teve como resultado, entre 18 a 20 campesinos (que eram manifestantes indígenas) mortos e cerca de 30 desaparecidos. Foi o ato mais mortal de violência política na Bolívia desde 2003. Os manifestantes estavam marchando para a capital departamental de Cobija para protestar contra as ações do governo departamental durante a crise política nacional iniciado nos primeiros dias de setembro.[carece de fontes?]
Segundo acusações, o massacre foi organizada por autoridades bolivianas do Departamento de Pando, como parte de uma tentativa de golpe de Estado civil contra o governo de Evo Morales por membros do movimento cívico de direita.[carece de fontes?]
Uma investigação realizada pelas equipes de investigadores enviados por União de Nações Sul-Americanas (UNASUL) chegaram a conclusão de que o evento havia sido planejado e levado a cabo por pessoal da prefeitura de Porvenir do departamento de Pando e o serviço de Caminos de Bolivia, todos a ordem do Prefeito do dito departamento Leopoldo Fernández, inclusive pode constituir crime contra a humanidade.
Desde 16 de setembro de 2008, Fernández e vários dos seus colaboradores se encontram detidos em prisão de San Pedro na cidade de La Paz por ordem do juiz, enquanto seu caso se encontra em processo de investigação por parte da Fiscalía de Distrito (Promotor do Distrito, em espanhol) pelas mortes e tortura de camponeses (ou campesinos) em Porvenir.
Outro político boliviano envolvido no massacre é Roger Pinto Molina, hoje refugiado no Brasil. No entanto, o político boliviano nega qualquer envolvimento com massacre e que todas as acusações são falsas. Roger Molina alega que as acusações só surgiram anos depois, quando começou ser perseguido politicamente e juridicalmente por ser opositor ao Governo Morales. Molina alega que não esteve nos eventos mencionados pelos acusadores em 2008, pois as acusações foram inventadas tanto pelo Governo e a Justiça bolivianas.

## Antecedentes

### Referendo revogatório de 2008
Em 10 de agosto de 2008, referendo foi realizado na Bolívia sobre os mandatos do presidente Evo Morales, seu vice-presidente Álvaro García Linera e oito dos nove prefeitos regionais. Morales venceu o referendo com "sim" de 67%, ele e Linera foram ratificados em imediato. Dois dos prefeitos, ambos alinhados com a oposição política no país, não conseguiu obter apoio suficiente e teve seu mandato trocado com novos prefeitos a serem eleitos em seu lugar. As eleições foram acompanhadas por mais de 400 observadores, incluindo observadores eleitorais da Organização dos Estados Americanos, do Parlamento Europeu e do Mercosul.

### Protestos em 2008
Depois da vitória de Morales no referendo revogatório, o governo alegou que as forças de direita liderada por Rubén Costas, Mario Cossio, Leopoldo Fernandez e Ernesto Suarez, com apoio do embaixador dos EUA na Bolívia, Philip Goldberg, decidiram ignorar o resultado da votação e em setembro de 2008, lideraram protestos que terminaram ocupação dos prédios públicos e aeroportos nos departamentos de Santa Cruz, Beni, Pando, Tarija; atacar funcionários do governo e partidários de Morales, apelando para a desobediência civil.

### Suspeita de apoio da Embaixada dos Estados Unidos
Segundo acusações, a embaixada estado-unidense teve um papel ativo na tentativa de tomada violenta do governo, financiando e organizando aos distintos grupos participantes. O embaixador Philip Goldberg foi por ele declarado persona non grata e expulso da Bolívia pela sua participação na tentativa golpe. O governo dos Estados Unidos, então na época do presidente George W. Bush, negou as acusações.

## Massacre de Porvenir
Nas primeiras horas de 11 de setembro de 2008, enquanto ocorria protesto organizado pelas autoridades prefeiturais do Departamento boliviano de Pando em Cobija, manifestantes estavam marchando para município de El Porvenir, para protestar contra as ações do governo departamental durante crise política nacional.
Ao chegarem perto do município de El Porvenir, perto da capital departamental de Cobija, capital de Pando, desconhecidos fizeram emboscada à tiros, matando 20 pessoas, ferindo outras 106 e provocando 40 desaparecidos. Foi considerado o ato mais mortal de violência política na Bolívia desde 2003.

## Eventos após Massacre
- 11 de setembro. Entre às 2:30 e 16:00 camponeses, colonos de Filadelfia, Porvenir e Cobija se enfrentam à tiros. O saldo é de pelo menos 20 mortos, 40 desaparecidos e 106 feridos.
- 12 de setembro. As Forças Armadas retomam o aeroporto Aníbal Arab de Cobija. Produz-se um enfrentamento e morrem um pastor e um soldado. Nove resultam em feridos. o Governo decreta estado de sitio em todo o departamento.
- 13 de setembro. Marcha pela paz desafia o estado de sítio em Cobija. O Exército entra na cidade, ingressa nas casas de dirigentes departamentais, fazendo explodir as portas e realizando disparos no interior das mesmas.
- 14 de setembro. O fiscal general (procurador-geral) anuncia processo por genocídio contra Leopoldo Fernández, Miguel Becerra e Abraham Cuéllar.
- 15 de setembro. 11 pessoas são trasladadas para La Paz em qualidade confinadas. São acusados de ter participado na matança de camponeses.
- 16 de setembro. Leopoldo Fernández é feito prisioneiro pelo Exército e enviado no avião presidencial para La Paz. Chegam o Defensor del Pueblo (advogado) Waldo Albarracín e uma comissão de fiscales (procuradores).
- 17 de setembro. Mais de 400 pessoas cruzam a fronteira com o Brasil, para buscarem refúgio político em Brasiléia e Epitaciolândia, ambas cidades são no estado do Acre.
- 18 de setembro. Assume o secretário-geral da Prefeitura de Pando, Dari Bautista. A comissão de fiscales (procuradores) realiza necropsias (ou autópsias) dos falecidos.
- 19 de setembro. Continuam as necropsias. O ministro Rada pede expulsão dos bolivianos em Brasiléia e Epitaciolândia. O Exército Brasileiro se nega a realizar a expulsão por razões humanitárias.
- 20 de setembro. O Governo empossa o conta-almirante Rafael Bandeira como prefeito militar de Cobija.

## Investigações
Uma investigação realizada pela UNASUL concluíram o massacre pode constituir crime contra a humanidade.
Foram divulgado os nomes dos mortos nas quais até comissão das autoridades locais e da UNASUL se divergem:
1.- Arnoldo González 2.- Dieter Tupa Mati 3.- Celedonio Basualdo (Filadelfia) 4.- Bernardino Racua (Executivo da Sub Central Puerto Rico) 5.- Alfredo Céspedes Rojas 6.- Pedro Oshiro 7.- Félix Roca 8.- Aldias (sem apelido) 9.- Agripino Vargas (Presidente da Comunidad Usías) 10.- Sebastián Rodríguez (Presidente do Comité de Vigilância de Filadelfia) 11.- Germán Justiniano 12.- No identificado 13.- Alfonzo Cruz Quispe (Estudante normalista) 14.- Emilio Peña (Comunario de Batraja) 15.- Nora Montaño 16.- Peter López (Estudante normalista) 17.- Wilson Castillo Quispe (Estudante normalista) 18.- Jhonny Cori Sarzuri (Estudante normalista) 19.- Antonio Rivero (Pastor Evangélico) 20.- Ramiro Tañini (Conscripto)

## Conclusões

### Resultados da Investigação da Comissão da UNASUL
Os resultados da Comissão Especial da UNASUL dirigida pelo jurista argentino Rodolfo Mattarollo, tem o seguinte teor:
O massacre em Pando de 11 de setembro foi organizada sob uma cadeia de mando da prefeitura e o atentado contra a vida e a integridade das pessoas nestes feitos são delitos comuns que aos  que corresponde por processados sob a justiça ordinária [tribunal comum] concluiu o informe final da Comissão Especial da União de Nações Sul-Americanas (Unasul).
“À luz dos feitos, a Comissão conclui que não há ante delitos de função e isso, conforme a mesma jurisprudência do Tribunal Constitucional da Bolívia. Em efeito, a função pública não consiste em atentar contra a vida e a integridade pessoal dos cidadãos, os delitos dessa natureza, não pode ser nunca delitos de função. Se trata de delitos comuns que devem ser julgados pela justiça ordinária”, sinaliza a oitava conclusão do informe.
Estas são algumas das 10 conclusões que contempla o informe da Comissão Especial que esteve liderada pelo jurista argentino, Rodolfo Mattarollo, que foi encarregado de fazer a entrega na quarta-feira deste documento ao presidente Evo Morales em instalações do hall (salão) Palacio Quemado.
No ato participaram os membros desta Comissão investigadora dos países membros da Unasul, autoridades nacionais, familiares das vítimas do massacre de Porvenir, meios de imprensa, entre outros.
Ademais, o informe determinou sobre os acontecimentos sangrentos no passado 11 de setembro no departamento boliviano de Pando, concluiu que o massacre dos camponeses foi premeditada e constitui um crime contra humanidade.
Mattarollo esclareceu que o informe foi firmado por todos os delegados unanimemente que trabalharam nesta investigação.
A Comissão Especial foi criada pela Declaração de la Moeda, de 15 de setembro passado, para investigar os trágicos acontecimentos ocorridos em Pando, onde pelo menos 20 pessoas foram mortas, dezenas de feridos e desaparecidos, nas mãos de sicarios (pistoleiros) presumivelmente vinculados ao ex-prefeito Leopoldo Fernández, preso em cárcere de San Pedro de La Paz.
Depois várias semanas de trabalho, que incluiu visitas ao lugar dos fatos, testemunhos e a opinião de peritos, a Comissão elaborou um informe que contém conclusões e recomendações que foram postas ao conhecimento do presidente boliviano Evo Morales. Ao dito informe tempo depois encontraram-se falhas e falácias.
A Comissão Especial está encabeçada pelo jurista [Rodolfo Mattarollo] a quem secundam Juan Gabriel Valdés e Luciano Fouillioux (Chile), Fermino Fechio (Brasil), Francisco Borja (Equador), Guido Toro (Peru), Carlos Pita (Uruguay), Freddy Gutiérrez (Venezuela), Fulvia Benavides (Colômbia) e Nicolás Gutman, Eduardo Zuain e Ciro Annichiarico (Argentina).

### Cadeia de Comando
A Comissão da Unasul em suas investigações determinou que embora quando houve pessoas que atuaram particularmente, os agressores dos camponeses o fizeram de forma organizada e respondiam, segundo testemunha, “a uma cadeia de comando e contavam com funcionários e bens do governo departamental, ao serviço de uma empresa criminal”.
Segundo o informe, desse massacre foram vítimas fatais um número não definitivamente estabelecido de campesinos (camponeses bolivianos). O número inteiramente comprovado até o momento é de 20 camponeses assassinados.
“Dita massacre revive por suas características dos traços de uma violação extremamente grave e flagrante do direito à vida e à integridade da vida, cujo gozo e exercício é condição de todos os seres humanos”, sinaliza o documento.

### Atuação da polícia e políticos
"Quando a Polícia deu o sinal, todos começaram a disparar. Crianças, mulheres grávidas e homens caíram como animaizinhos de monte, ou pior, por acá lhe temos lástima aos animaizinhos", disse uma mulher alta e morena ao lado do Alcaldía (prefeito) de Filadélfia, reduzida a cinzas. Quatro dias antes de 11 de setembro todos sabiam que em Pando iam-se a matar entre os campesinos (camponeses). O rumor de que o Governo estava mobilizando gente de Riberalta havia-se convertido em notícia e medo de uma tomada da Prefeitura começou a crescer. Para 8 de setembro, já se dizia que Leopoldo Fernandez iria negociar no caminho para não chegarem à cidade, para que não haja enfrentamento em Cobija, porém a comitiva crescia em Porto Rico e das comunidades chegaram mais pessoas, homens, mulheres e crianças a marchar sobre Cobija. Seus dirigentes lhes diziam que iriam ao um acampamento camponês, que se reuniam com Fernandez para falar sobre projetos. Nada disso aconteceu. Na manhã de quinta-feira 11 de setembro houve enfrentamento e massacre em Porvenir. Agora, todos tratam de se lavar o sangue das mãos. Um jovem se senta à mesa. Disse que vai contar como se salvou da morte atirando-se ao rio Tahuamanu. Tem 22 anos e não quer dizer seu nome. Veio com a comitiva, integrada por 480 pessoas, de San Ignacio do rio Orthon, uma comunidade do município Madre de Dios. Saíram à meia-noite no dia 9 de setembro em caminhões. Assegura que não trouxe armas e nega o apelido de 'masista' (das iniciais MAS, Movimento para o Socialismo, partido de Morales). "Não somos masistas, somos camponeses. Nosso instrumento político é PASO e nosso líder, Abraham Cuéllar", disse. O principal representante do PASO é o delegado presidencial de Beni e sua figura local é o senador Cuellar, que foi eleito pelo UN, porém que havia aliado ao MAS.
Quando chegaram Três Barracas, comunidade localizada a 4 km de Porvenir, se encontraram uma vala que cobria todo o caminho. Era uma espécie de canal que haviam posto do Servicio Departamental de Caminos (Serviço Departamental de Estradas) para evitar que os camponeses passarem. "Aí nós estávamos toda a noite", eles estavam ao outro lado com foguete e paus. Também havia gente armada", diz. Recuaram-se a 3 km do barranco, até o ingresso de Don Miguel, a fazenda de Miguel Becerra, ‘Chiquitín’, ex-alcalde (ex-prefeito) de Cobija e aliado de Evo Morales na região. Voltaram ao amanhecer do 11 de Setembro até a vala. Aí começou o enfrentamento. Os autonomistas os fizeram escapar a cohetazos e pedradas. Cruzaram a vala e os perseguiram até Don Miguel. "Aí tomamos coragem. Dissemos basta de humilhação, nós podemos, e nos demos a volta e os fizemosz fugir", conta. Bashinho também estava em Três Barracas nessa manhã, só que do outro bando. Vive em Porvenir e, apesar do apelido brasileiro, é boliviano. Disse que o primeiro enfrentamento foi pela madrugada, a cohetazos, pás e pedradas; assegura que pela manhã os camponeses já estavam armados. "Chiquitín lhes deu armas e Bs 200 cada um. Quando voltamos, nós estávam esperando e começaram o granidar bala. Corremos pa'r monte e podimos chegar até Porvenir", disse . Também esteve na zona Edgar Balcázar (45), que havia ido com bando de Porvenir. Ele assegira que havia ido desarmado, mas quando os camponeses começaram a corretearlos (galopar-los) perdeu equilíbrio e foi alcançado. Lhe deram com paus, chicotes e coronhadas de escopeta na sobrancelha esquerda. Uma semana depois teve o corpo  todo machucado. Porém não parou aí, lhe amarraram as mãos com seu cinto e com os olhos vendados ele com sua camisa. "Me disseram que iam levar até a praça de Cobija para matar-me chuto. Me subiram a um caminhonete com cinco pessoas mais e seguiram dando huasca", disse. Quando os campesinos controlaram a situação, obrigaram a um operador de lagarta do Sedcam a tapar o buraco na estrada e marcharam para Porvenir, queimando todo veículo a seu passo.
Às 9:27 incendiaram uma moto, porém a tragédia terminou-se de gestar pouco antes das 9:34. Carlos Durán veio fugindo de Tres Barracas em seu caminhonete Dodge vermelha. Ao seu lado estava Pedro Oshiro, um engenheiro florestal de Porvenir. Duran, ao que disse Boyé, subiu a velocidade embora ver vários veículos lhe taparam a passagem. Eles eram da Filadélfia. A Dodge chocou com uma caminhonete branca, e Duran e Oshiro foram barrados. "Me trataram de disparar duas vezes, mas a escopeta negou o tiro", diz Boyé. A terceira, o disparo saiu, porém esta vez apontaram ao Oshiro. O tiro entrou pela mandíbula e saiu pela parte trseira da cabeça. Ao Duran o tiraram ao chão e trataram de cortar-lhe sua mão direita. Ele conseguiu retirar-la o suficiente para que o machete, lhe cortara só dois dedos. Logo, alguém lhe disse duas pontas na cabeça e o deixaram para morrer. Tudo isso está fotografado. Un comunitario de Filadelfia se dio a la tarea de sacar fotos, con fecha y hora de los feitos. É por isso que se sabe que chegaram à Porvenir pouco depois das 11:47. As mulheres estavam sobre os veículos nos viram os reféns e os homens marchavam ao lado. "Em Porvenir estava nos esperando a polícia, que nos pediram paciência, que iriam a negociar para que passemos", conta uma mulher entre choros. Durante duas horas, os políciais trataram de mediar para que não haja disparos. Balcázar relata que o levaram no caminhão como duas horas. Junto a ele estavam Frank Franco, morador de Villa Rojas, Martina Pinto, que levou um tiro no braço, e Alfredo Céspedes. O sargento da polícia, Mirtha Sosa, começou a buscar os reféns. Quando gritou o apelido de Balcázar, ‘Papi Mozuli’ os encontrou. "A gente, ao ver-me, se enfureceu furioso. ‘Papi Mozuli’ olhou-o que ter havia feito, te fez desgraçado e mataram o Oshiro. Agora vão a saber como somos quando nos enojamos", relata Balcázar.
Aí terminou o enfrentamento e começou o massacre. Os campesinos alcançaram para matar o Céspedes frente à casa de seu cunhado, o alcalde (prefeito) de Porvenir, porém feriram a umas 20 pessoas. Na mudança, eles haviam sido perseguidos por todo o povo e mortos. "Saimos de entremédio das balas e corrímos a uma casa que estava ao lado dos caminhões. A dona me dizia que não, que lhe iria trazer problemas, porém entrou igual. 'Metam-se debaixo da cama pa'que não as pilhem', nos dizia, e como eu sou gordinha, não entrava. Afora se escutava como adiam das caminhonetas e como soaram os tiros", conta uma mulher na sede dos camponeses. Até então, os corpos dos caídos estavam em na rua e havia homens com Uzis.
Pessoal do Exército que está na na zona maneja outra hipótese. Dizem que a viúva de Oshiro contratou os pistoleiros do nacrotráfico que trabalharam para Mauro Vázquez, traficante de droga em Cobija, que hoje está preso. Um vizinho de Porvenir disse que reconheceu disse que ele reconheceu o sotaque de três peruanos, porém não sabia de que bando estavam. Para reconhecer a quem havia que matar, bastava com olhar os pulsos. Os campesinos se distinguiam entre si com cintas amarelas, vermelhas e verdes. Acredita-se que os campesinos tinham manilhas amarelas e que havia militares disfarçados de campesinos com fitas vermelhas. Os de Porvenir asseguram que um dos corpos encontraram credencial de franco-atirador da Naval; essa documentação foi entregada para a Fiscalía (Procuradoria). Quando os campesinos que lhes acabaram as balas foram caçados 'como porcos tropeiros'. "As gente de monte é assim. Quando vc. vê uma víbora (cobra), lhe dispara. Quando vc. encontra com alguém armado, lo mata, antes que o outro lhe mate a vc.", disse um homem, que jura que é periodista. Os campesinos se viram encurralados entre seus perseguidores e o Rio Tahuamanu. Se lançaram na água para tratar de chegar a outra margem, porém muitos não o lograram. Diretamente a margem norte do rio os de Porvenir lhes dispararam. A esse momento haviam chegado ambulâncias. Os autonomistas revisavam cada carro para ver de que bando era ao que transportavam. Só quando seus feridos foram evacuados deixaram que levem aos outros.
Logo começaram a buscar aos campesinos casa por casa. "Voós foste a que matou o meu irmão", gritou a mulher gorda que havia-se escondido debaixo da cama. "Não me mataram porque não era minha hora", conta. Os campesinos que sobreviveram estão nas profundezas da selva. Os militares organizaram equipes para buscar-los, porém asseguram que é difícil. Na Filadelfia o medo mescla com alegria. "Nós perdemos muitos homens e mulheres, porém nós vencemos. Ao fim o endemoninhado de Leopoldo está preso. Agora é momento de que os campesinos governem com nosso presidente", disse a morena alta. Ao final, a cifra oficial de mortos passa as 20 pessoas, a de feridos dobra essa cifra e não se sabe onde estão 106 campesinos. O drama segue e cada dia aumenta.

## Ação Judicial
O evento culminou com a prisão espetacular em setembro do prefeito de Pando, Leopoldo Fernández, pelo papel do governo departamental no massacre por apoiadores do presidente Evo Morales.
Os procuradores (do Ministério Público) apresentou acusações contra 26 pessoas, incluindo Fernández, ante ao Tribunal Sexto da Sentença (Tribunal Sexto de Sentencia) em 12 de outubro de 2009. Programada processo de julgamento incluem seleção lotérica do júri em 20 de maio de 2010, o empaneling do júri no dia 26 de maio, e no início do próprio julgamento em 8 de junho Os réus são: Leopoldo Fernández Ferreira, Jorge Lengua Áñez, Olman Pino Soria, Rosendo Domínguez Deromides, Melitón Brito Ferreira, Homer Polanco Ventura, Felsin Fernández Medina, William Musuco Rodríguez, Ronald Musuco Rodríguez, Néstor Da Silva Rivero, Danilo Huari Cartagena, William Terrazas López, Juan Marcelo Mejido Flores, Abel Janco Cáceres, Adhemar Herrera Guerra, Hugo Apaza Sahonero, Felipe Vigabriel Villarroel, Máximo Aillón Martínez, Agapito Vira Cuéllar, Oswaldo Valdivia Avariega, Nilma Banegas Becerra, Hugo Mopi Soliz, Herman Justiniano Negrete, Marcial Peña Toyama, Roberto Rea Ruiz, Wilson Da Silva Ramallo e Evin Ventura Voght.

## Reações

### Unasul e seu apoio à democracia na Bolívia
A USASUL foi um fator grande importância no isolamento dos conspiradores já que reunião de emergência chamada pela então presidenta do Chile, Michelle Bachelet, no Palácio de La Moneda em 15 de setembro lhe deu todo seu respaldo ao Governo democrático da Bolívia na Declaração da Moeda (em espanhol).

## Filme
O massacre é o tema de um documentário de 2010 por César Brie, Morir en Pando ("Morrer em Pando").